# Kevin Gates
Kevin Jerome Gilyard (Nueva Orleans, 5 de febrero de 1986), conocido por su nombre artístico Kevin Gates, es un rapero estadounidense.
Actualmente ha firmado con Bread Winners' Association en colaboración con Atlantic Records. Su álbum de estudio de debut, Islah, se publicó en enero de 2016 y alcanzó el número dos en la lista Billboard 200 de Estados Unidos. Antes de Islah, Gates también lanzó una serie de mixtapes, como Stranger Than Fiction, By Any Means y Luca Brasi 2, todas las cuales alcanzaron un máximo en el top 40 de la lista Billboard 200.

## Primeros años
Kevin Jerome Gilyard nació el 5 de febrero de 1986, de madre puertorriqueña y padre afroamericano. Él y su familia se trasladaron a Nueva Orleans, Luisiana, antes de establecerse en Baton Rouge. Gates tuvo una crianza a menudo tumultuosa y fue detenido por primera vez en 1999, a la edad de 13 años, por ir de pasajero en un vehículo robado. Perdió el contacto con su padre a una edad temprana, pero más tarde se reencontró con él cuando era adolescente. Su padre murió por complicaciones del sida cuando Gates tenía 14 años. A los 17 años, asistió brevemente al Baton Rouge Community College. Gates es de ascendencia marroquí y puertorriqueña.

## Carrera

### 2007–2012: carrera Temprana, contratiempos e inicios
Gates comenzó su carrera en 2007 firmando con el sello local Dead Game Records. Su carrera floreció junto a los también nativos de Baton Rouge Boosie Badazz y Webbie a mediados de la década de 2000. Los tres colaboraron en la primera mixtape de Gates, Pick of Da Litter, en 2007. Otra mixtape, All or Nuthin', se publicó en 2008 y presentaba lo que Gates describió como "mucho dolor... muchas historias reales". En 2008, tanto Gates como Boosie fueron encarcelados en casos separados, lo que supuso una pausa en la carrera musical de Gates. Pasó 31 meses en prisión entre 2008 y 2011. Durante este tiempo, Gates afirmó que obtuvo un máster en psicología a través de un programa de la prisión. Fue liberado anticipadamente de la prisión por buen comportamiento
Tras su paso por la cárcel, Gates volvió a trabajar en la música casi de inmediato. En 2012, ganó algo de fama con la mixtape Make 'Em Believe. También llamó la atención del sello discográfico de Lil Wayne, Young Money Entertainment. Ese mismo año, Gates fue contratado por el ala de gestión de la discográfica. Aunque fue contratado por el ala de gestión, Gates nunca firmó un contrato discográfico con Young Money. Sin embargo, señaló que fue Birdman quien le dio la idea de crear su propio sello discográfico, llamado Bread Winners' Association, más adelante.

### 2013–2014:Atlantic Records y los avances en las mixtapes
A principios de 2013, Gates lanzó la mixtape The Luca Brasi Story, a través de su sello discográfico Bread Winners' Association. La mixtape recibió los elogios de la crítica, y Pitchfork dijo que "impregna la claustrofóbica y sombría atmósfera del trap con una desnudez emocional, un lirismo capaz y una certeza melódica de la que carecen muchas de sus recientes estrellas". Rolling Stone nombró el sencillo de la mixtape, "Wylin' ", la 40.ª mejor canción de 2013. Tras el éxito de esa mixtape, Gates fue contratado por Atlantic Records. En julio de 2013 lanzó su primera mixtape de un sello importante, Stranger Than Fiction. La mixtape trata temas que van desde la depresión hasta el tiempo que Gates pasó en prisión. La mixtape también recibió críticas favorables a pesar de ser, en general, más corta de lo que Gates esperaba en un principio. Stranger Than Fiction también marcó la primera vez que una de las mixtapes de Gates entró en la lista de Billboard 200, alcanzando el número 37.
En apoyo de la mixtape, Gates se embarcó en octubre en una gira de cuatro semanas por Estados Unidos llamada Stranger Than Fiction Tour. En la gira también participaron Starlito y Don Trip. Después de la gira, Gates volvió a ingresar en prisión por violar la libertad condicional. Fue condenado a 4 meses, pero solo cumplió 3 y medio de ellos. Tras su liberación a principios de marzo de 2014, volvió a centrarse en la música y, en particular, en su nuevo proyecto de mixtape, By Any Means. La mixtape fue lanzada el 18 de marzo de 2014. La mixtape contó con apariciones de artistas invitados como 2 Chainz, Plies y Rico Love. La mixtape también llegó al Billboard 200, alcanzando el número 17.
En mayo de 2014, Gates fue nombrado miembro de la Clase Freshman de XXL También anunció la gira By Any Means Tour, que duraría del 15 de julio al 30 de agosto de 2014 y contaría con Chevy Woods. En agosto de 2014, Gates anunció la creación de una nueva bebida energética llamada "I Don't Get Tired" o "#IDGT". La bebida está basada en el sencillo de 2014 de Gates del mismo nombre que también contó con la participación de August Alsina.

### 201@–2016: Éxito con "I dont get tired" yIslah
Con la liberación de su 13.º mixtape, Luca Brasi 2, Gates ganó su tercera Cartelera 200 listado en una fila. El mixtape peaked en número 38.  El mixtape presentó el solo "no me Canso" cuál devenía Gates ' primera canción para hacer la Cartelera de EE. UU. Caliente 100 y su primera canción para ser Oro certificado. En febrero y Marcha 2015, Gates embarcó en los #I no se Cansan Visita por todas partes mucho del Del sur.
En mayo de 2015, Gates lanzó otra mixtape, Murder for Hire, de la que se dijo que era la tercera entrega de la serie Luca Brasi.
En julio de 2015, lanzó la canción "Kno One", que se convertiría en el primer sencillo de su álbum de estudio debut, Islah.
A finales de agosto de 2015, Gates fue objeto de cierta controversia después de que saliera a la luz un vídeo en el que supuestamente daba una patada en el pecho a una fan en un concierto en Lakeland (Florida). Gates respondió a las acusaciones poco después en forma de una canción llamada "The Truth", señalando (entre otras cosas) que la fan había estado tirando de sus pantalones cortos. Más tarde, en octubre de 2015, Gates anunció el título y la fecha de lanzamiento de su primer álbum de estudio, Islah, que significa "mejorar" en árabe y es también el nombre de su primogénita. En un principio, el lanzamiento del álbum estaba previsto para el 11 de diciembre de 2015. Finalmente, el álbum se retrasó hasta el 29 de enero de 2016. Contó con un total de cuatro singles: "Kno One", "Time for That", "Really Really" y "2 Phones". Tanto "Really Really" como "2 Phones" tuvieron éxito comercial. El álbum vendió 112.000 copias en la primera semana de su lanzamiento y alcanzó el número dos en la lista Billboard 200. El álbum casi no tuvo apariciones de invitados, con la excepción de Trey Songz, Ty Dolla Sign y Jamie Foxx, que aparecen en el tema extra "Jam". Islah recibió críticas mayoritariamente positivas y Inverse lo calificó como el "mejor álbum de 2016 hasta la fecha". Pitchfork señaló que era "de lejos el mejor lanzamiento en solitario de su carrera"

### 2016–2018: Lanzamientos de mixtapes
El 26 de mayo de 2016, Gates anunció que la secuela de Murder for Hire llegaría el 27 de mayo de 2016.
El 22 de septiembre de 2017, la esposa de Gates, Dreka, lanzó By Any Means 2 mientras él permanecía en prisión. Ella se encargó del control ejecutivo del proyecto. La mixtape alcanzó el número cuatro en el Billboard 200.
En mayo de 2018, Gates lanzó el EP de tres canciones Chained to the City. Este es su primer lanzamiento desde que salió de la cárcel.

### 2019:Only the Generals Gon UnderstandandI'm Him
El 31 de mayo de 2019, Gates lanzó su segundo EP, titulado Only the Generals Gon Understand.
El 28 de junio de 2019, Gates lanzó "Push It", junto con el vídeo musical. La canción sirvió como sencillo principal de su segundo álbum I'm Him.

### 2021: Only the Generals, Pt. II y Khaza
El 19 de febrero de 2021, Gates regresó con su primer proyecto desde 2019: su 17.ª mixtape, Only the Generals, Pt. II. Lanzado por sorpresa, el proyecto es la secuela del EP de Gates de 2019 Only the Generals Gon Understand. La mixtape se grabó a principios de 2021 en Puerto Rico, con Gates explicando que se hizo para celebrar su herencia familiar en la isla. Contiene el sencillo previamente lanzado, "Plug Daughter 2", que fue producido por Taz Taylor de Internet Money. La mixtape fue acompañada con el lanzamiento de un video musical para la canción "Puerto Rico Luv", que refleja su aprecio por su herencia, junto con la canción "Cartel Swag". Gates ya había anunciado su tercer álbum de estudio, Khaza.

## Arte
Gates es conocido sobre todo por sus "himnos confesionales", que mezclan letras a menudo autobiográficas con refinados ritmos sureños. En una reseña de su álbum de debut, Islah, Consequence of Sound señaló que "la autobiografía y la honestidad siempre han sido fundamentales para el arte [de Gates]". Spin ha señalado que Gates suele combinar "melodía" y "rap callejero de dientes apretados". En los últimos lanzamientos, ha incorporado más canto, al haberse formado con la cantante Monica. Las letras de Gates suelen tratar temas como la depresión, la pobreza y la cárcel. Entre sus influencias figuran numerosos artistas, como Nas, Biggie Smalls, Jay-Z, Tupac Shakur y Eminem, entre otros.

## Vida personal
Gates se casó con su novia de toda la vida, Dreka Haynes, en octubre de 2015. La pareja tiene dos hijos, Islah y Khaza. Gates insinuó que tenía hijos de otras mujeres en una entrevista de 2013 con Complex: "Tengo algunos hijos. Estoy muy cerca de ellos. Me acuesto en la cama con ellos, los abrazo, los quiero. Realmente no tiene sentido decir [cuántos hijos tengo]. No en el mal sentido, pero no es que el público llegue a ver a mis hijos, y si los ven, no van a saber que son míos".
Gates es musulmán practicante junto con su esposa, y fue en septiembre de 2016 a La Meca para el Hajj.

## Asuntos legales

### Como menor
La primera detención de Gates se produjo cuando tenía 13 años por ser pasajero de un vehículo robado. Gates fue encarcelado brevemente por el delito, y dijo que el encarcelamiento tuvo un profundo efecto en su vida: "Si simplemente hubieran llegado a la cárcel, me hubieran dejado en el coche de policía, no me hubieran llevado dentro y me hubieran devuelto a casa, no creo que hubiera vuelto a hacer nada más. Pero lo que hizo fue que, al ir a la cárcel a una edad tan temprana, todo lo que hizo fue criminalizarme en cierto sentido. Me dirigió en la dirección equivocada después de llegar allí e instalarme; me quitó el miedo a la cárcel."
En 2003, Gates estuvo implicado en un altercado fuera de un teatro de película y acuchilló a su adversario varias veces.

### Cargo de Agresión
Gates fue acusado de agresión por patear a un fan en el verano de 2015 mientras actuaba en el escenario de un evento en Lakeland, Florida. Se amparó en la ley de "stand-your-ground" de Florida para defenderse. El 26 de octubre de 2016 fue declarado culpable del cargo y condenado a 180 días de cárcel.

### Cargo por posesión de un arma de fuego
Gates fue condenado a una pena de 30 meses de prisión en el centro penitenciario de East Moline (Illinois) por cargos de posesión de armas de fuego derivados de una orden de detención de octubre de 2013 en Chicago. Gates no se presentó ante el tribunal de Illinois, lo que llevó a que se volviera a emitir su orden de detención en diciembre de 2016, mientras cumplía su condena por agresión (véase la sección anterior).
Salió en libertad condicional el 10 de enero de 2018..

#### Parole (Gilyard v.Baldwin, et al.)
En abril de 2018, Gates presentó una demanda (Kevin Gilyard contra John R. Baldwin, Ned Shwartz y Jason Garnett) contra su oficial de libertad condicional, el director del Departamento de Correcciones de Illinois (DOC) y su jefe de libertad condicional por negar sus solicitudes para viajar fuera del condado de Cook, Illinois, donde estaba cumpliendo su libertad condicional, para actuar y visitar a la familia. Afirmó haber faltado a múltiples actuaciones en los meses posteriores. El caso, atendido en el USDC para el Distrito Norte de Illinois, donde fue desestimado el 2 de mayo de 2018 en una orden minuciosa tras una audiencia sumaria..
Gates apeló al Tribunal de Apelaciones de los Estados Unidos para el 7.º Circuito en una petición de emergencia de medidas cautelares, que vio el caso a partir del 7 de mayo de 201 8. El 9 de mayo de 2018, un panel de tres jueces desestimó su petición de emergencia, y programó el caso para ser visto sin urgencia en una fecha posterior.
El 18 de junio, se le concedió a Gates su solicitud de desestimación voluntaria de su propio caso (FRAP 42(b)), ya que la cuestión había pasado a ser discutible: su libertad condicional fue terminada anticipadamente por el DOC de Illinois in motu proprio. Por lo tanto, Gates ya no estaba bajo la autoridad de su agente de libertad condicional ni del acuerdo MSR que había sido objeto de controversia. Después de que Ilia Usharovich, el abogado de Gates, confirmara que la cuestión era discutible, ya que la libertad condicional de Gates había terminado anticipadamente, el tribunal inferior desestimó el caso.
Aunque se perdió el festival de música JMBLYA en Austin, Texas, al que originalmente presentó sus peticiones para asistir, Gates pudo volver a las actuaciones en vivo en The Novos en Los Ángeles en junio siguiente. La libertad condicional de Gates había sido proyectada originalmente para expirar el 10 de enero de 2019.

## Discografía
- Islah (2016)
- Es (2019)
- Khaza (2022)